# John Barre
Sir John Barre of Rotherwas (* um 1412; † 1483) war ein englischer Ritter.

## Leben
Sir John war der Sohn von Sir Thomas de la Barre († 1420) und Alice Talbot, Tochter des Richard Talbot, 4. Baron Talbot. Nachdem 1419 sein Großvater Sir Thomas de la Barre (um 1439–1419) und 1420 sein Vater gestorben, erbte der noch minderjährige John die Ländereien der Familie, nämlich die Anwesen Rotherwas House in Herefordshire, Knebworth House in Hertfordshire und Barr’s Court in Gloucestershire, nebst dazugehörigen Ländereien.
Sir John war 1445–1447, 1459 und 1470–71 als Knight of the Shire für Hertfordshire und 1450/51 für Gloucestershire Mitglied des House of Commons des Englischen Parlaments. Er amtierte 1450/51 als Sheriff von Hertfordshire.
Mitte der 1450er Jahre galt er als Anhänger des Richard, 3. Duke of York, von dem er auch eine jährliche Zahlung über 20 £ erhielt.
Ab 1459 wandte sich Sir John aber dem Haus Lancaster zu und kämpfte 1460 bei Schlacht von Northampton für Heinrich VI.
Nach der Krönung Eduard IV. (Haus York) 1461 erging Befehl Sir John zu verhaften, was aber nicht gelang.
In den folgenden Jahren muss sich Sir John Barre mit dem herrschenden Haus York arrangiert und Pardon erhalten haben, da er im späteren Verlauf der Rosenkriege für Eduard IV. 1471 bei den Schlachten von Barnet und Tewkesbury kämpfte.
Sir John Barre starb im Jahr 1483 und hat seine letzte Ruhestätte in der All Saints Church in Clehonger, Hertfordshire.

## Ehe und Nachkommen
Sir John war in erster Ehe verheiratet mit Idoine (auch Idoena) Hotoft. Das Paar hatte mindestens eine Tochter:
- Isabell Barre, ⚭ (1) Humphrey Stafford, 1. Earl of Devon[2], ⚭ (2) Sir Thomas Bourchier[13][15]

In zweiter Ehe war Sir John verheiratet mit Jane, Tochter des Thomas Rigge.